# Latinok

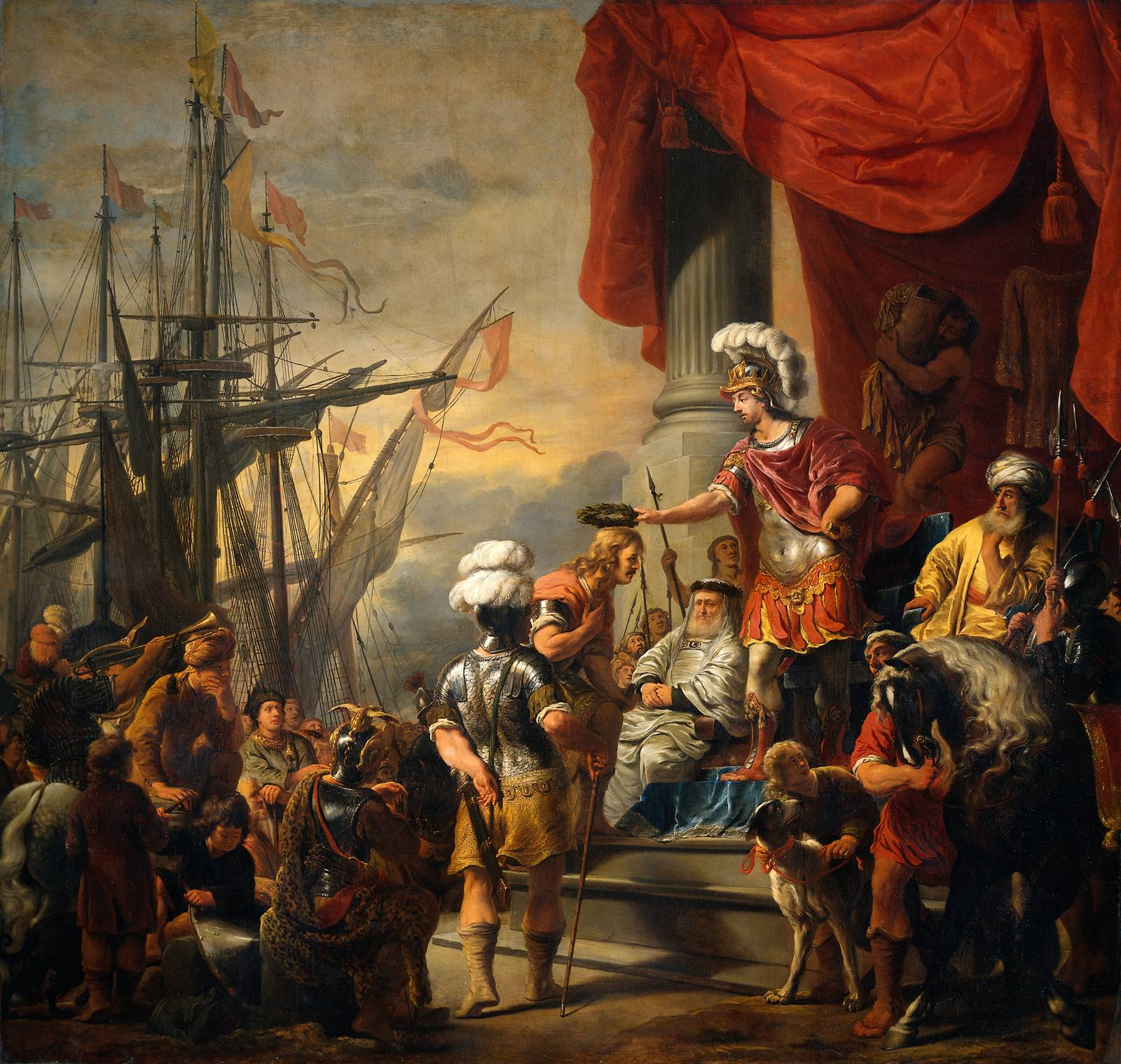
Ferdinand Bol: Aeneas Latinus udvarában. A képen Aeneas babérkoszorúval tünteti ki a tengeri futam győztesét

Az ókori Latiumban (ma: Lazio) élő latinok népe vezető szerepre tett szert az italikus népek között. Valószínűleg az i. e. 1. évezred elején érkeztek észak felől az itáliai félszigetre. Nyelvük Róma felemelkedésével világnyelvvé vált.

## Történelmük
A latinok a Tiberis alsó folyásánál telepedtek le. Halottaikat többnyire hamvasztással temették, de néha koporsós temetést is végeztek; emiatt vegyes eredetűnek gondolják őket. Saját eredetmondájuk szerint is két nép, az őslakosok és a trójai bevándorlók keveredéséből jöttek létre. Nevüket az őslakosok mitológiai királya, Latinus nevéből származtatták. Kis közösségeikből városok alakultak ki az i. e. 8. század – i. e. 4. században. A legerősebb város, Róma több lépésben harcolta ki magának a vezető szerepet. Róma a Jupiter Latiaris kultuszcsoporthoz tartozott; ez volt a legnagyobb kultuszcsoport, aminek szent helye Alba-hegyen volt. A kultuszcsoport más fontos városai Aricia, Astura, Bovillae, Circei, Gabii, Lanuvium, Lavinium, Praeneste, Tarracina, Tibur és Tusculum voltak. Ezeken kívül Antium, Velitrae (volszkok), Ardea (rutulusok) városai is latiumi városok voltak. Később a római gyarmat, Ostia is itt alakult meg.
Latium középponti csoportjának a ferentai liga számított az i. e. 6. század – i. e. 4. században. Az egyes államok, populusok 
Diana ariciai szentélyében tárgyaltak egymással, választottak tisztségviselőket. Az egyes államok itt egyenrangúnak számítottak, amin sem a római etruszk uralom, sem a latin háború (i. e. 498 – i. e. 493) nem változtatott. Ezeket a feltételeket Spunius Cassius consul is megerősítette a háború után. Az i. e. 4. században azonban az egyensúly felborult, és Róma egyre inkább megerősödött, ami lehetővé tette, hogy beleszóljon a többi latin állam belügyeibe. A szövetségnek i. e. 340 és i. e. 338 közötti háború vetett véget, amikor is a rómaiak a szamniszokkal szövetkezve leverték a lázadókat. A háború után a kisebb államokat Róma bekebelezte, a nagyobbakat az önkormányzat megőrzésével alávetette.

## Latin jog
A Rómához közeli latin települések lakói latin jogot kaptak. Ez azt jelentette, hogy magánjogilag egyenrangúak a rómaiakkal, és szavazhatnak a római népgyűlésen. Rómába költözés esetén a teljes római polgárjogot is megkapták. Róma egykori szövetségesei és a római gyarmatok kapták meg ezt a jogot. Római gyarmatok elsősorban Hispániában, Észak-Afrikában és Dél-Galliában létesültek.

## Fordítás
Ez a szócikk részben vagy egészben  a   Latiner című német Wikipédia-szócikk fordításán alapul.  Az eredeti cikk szerkesztőit annak laptörténete sorolja fel. Ez a jelzés csupán a megfogalmazás eredetét és a szerzői jogokat jelzi, nem szolgál a cikkben szereplő információk forrásmegjelöléseként.